# Only you -リ・クルス-
『Only you -リ・クルス-』（オンリーユー リ クルス）は2001年7月26日にアリスソフトから発売されたアダルトゲームである。

## 概要
1996年1月1日にアリスソフトより発売された『Only You -世紀末のジュリエット達-』（以下、旧作）のリメイク作品である。旧作はユーザークラブ会員のみを対象にした通信販売限定商品であったが、一般販売を望む声が上がっていた。アリスソフトは主に著作権に関わる理由（旧作の記事参照）からこれに難色を示し、長い間一般販売を見送っていたが、ある日開かれた新作ソフトの企画会議で、偶然にも旧作の開発スタッフが集結し、その席上で「Only Youのリメイク版を作ろう」という企画が立案され、やがて本作が制作されることとなった。
ジャンルは旧作と同じく、アドベンチャー・RPGである。RPG形式の通常移動・戦闘と、アドベンチャー形式の各種イベントをこなすことにより、様々なエピソードが展開される。ゲームには時間制限が設けられており、制限時間は主にフィールド移動や必殺技の使用によって減少する。タイムリミットを迎えると、強制的に最終イベントに突入するようになっている。
ストーリーは旧作同様「漢」「戦い」「純愛」が主要テーマとなっている。ワンプレイで攻略し得るヒロインは一人のみで、二股をかけると強制的にバッドエンドになってしまうが、逆に特定のヒロインと結ばれずにストーリーを進めることでのみ辿り着けるエンディングも存在するなど、ゲームとしてもストイックな作りになっている。
アリスソフトの作品としては珍しくコンシューマー機に移植されている。2002年10月31日にジェネックス社より、『Only you リベルクルス ドラマCD付』のタイトルでPlayStation 2用ソフトとして販売された。『リベルクルス』では、セックスシーンが全面カットされたかわりに、イベントがフルボイスになっており、オープニングやイベントシーンにアニメーションを収録している。また、2003年4月24日にパッケージイラストを一新してゲーム本体のみを再パッケージしたものが、2005年10月20日にBEST HIT セレクション(廉価版)が発売されている。

## 旧作との主な相違点
- キャラデザインが新たに描き起こされ、タイガージョーを除く全員の外見が一新された。
- 旧作では行方不明という設定でエンディング以外に現れなかった勇一が、本作では物語の鍵を握る重要キャラの一人として序盤から登場。
- 旧作の没キャラだった鈴麗蘭が、メインヒロインとして新たに追加。
- 鏡守真澄がいなくなり、かわりに鏡守萌木がメインヒロインに追加。そのシナリオも真澄とは全く違うものになっている。
- 仁藤美咲の父・竜馬は故人となっている。それに伴い、美咲シナリオも大きく変更された。
- 軽井沢成美に新たな設定・性格が付加され、物語序盤から登場するようになった。
- シモーヌ・ホワイトがシモーヌ・京子・ホワイトに入れ替えられた。立場も敵方の脇役から格闘部の顧問と大きく変わっているが、最終的な役回りは概ね同じである。
- 勇二の破滅の刻印が、額ではなく右手に浮き出る。
- 戦闘シーンが、1ターン毎にコマンドを入力するのではなく、3ターン分の行動を予め設定しておくものになった。
- 必殺技の種類が増えた。また、破壊力以外に特に差異のなかった旧作の必殺技には、それぞれ新しく特徴が加えられた。
- 必殺技は、旧作ではHPが一定以下にならなければ使えなかったが、本作では一部を除きいつでも使用できるようになった。
- 飛翔竜極波と地竜鳴動撃の覚える順番が入れ替えられている。そのため、旧作で飛翔竜極波を用いていたイベントは、本作では地竜鳴動撃を用いるものに変わっている。

## 登場キャラクター
（声優は「リベルクルス」時のもの）
魔神 勇二（まがみ ゆうじ）
声：緑川光
本作の主人公。私立鳳凰学園2年生。格闘部の主将も務めている。
求道的で正義感が強く、生真面目な性格。幼い頃から武術・閃真流人応派を学んでおり、世界一の格闘家である兄・勇一を目標に、日々厳しい修行に励んでいる。
全国学生格闘技選手権大会だけでなく、裏の格闘技大会で優勝した経験もある。その裏大会で得た賞金3000万円の振り込まれたキャッシュカードを、常に財布に携帯している。
ある日突然その右手に「破滅の刻印」が浮かび上がり、世界を滅ぼす存在「恐怖の大王」として、各国の暗殺者から命を狙われるようになってしまう。
秋月 まゆ（あきづき まゆ）
声：川澄綾子
仁藤 美咲（にとう みさき）
声：有島モユ
杜若 あやめ（かきつばた あやめ）
声：豊嶋真千子
鏡守 萌木（かがみもり もえぎ）
声：高橋美紀
天童 来夢（てんどう らいむ）
声：折笠富美子
ミュシャ・カレニーナ
声：西原久美子
鈴 麗蘭（リン・レイラン）
声：田村ゆかり
軽井沢 成美（かるいざわ なるみ）
声：前田愛
魔神 恵（まがみ めぐみ）
声：釘宮理恵
シモーヌ・京子・ホワイト（シモーヌ・きょうこ・ホワイト）
声：井上喜久子
若人 淳（わかと じゅん）
声：有馬克明
タイガージョー
声：田中秀幸
虎のマスクを被った謎の人物で、家族を失い復讐に燃える勇二の前に突如現れた。閃真流人応派の達人で、勇二が手も足も出ないほどの実力者。
事ある毎に勇二の前に姿を現し、男・武道家としての心構えを拳で説いたり、また実力に応じてその奥義を伝授したりするなど、様々な形で勇二をサポートする。
電柱や樹木の上など、高いところから登場することが多い。サーベルを常に腰に差しているが、威嚇以外に用いることはない。
鴉丸 羅睺（からすま らごう）
声：大塚明夫
格闘部の部室に予告もなく現れ、圧倒的な強さで勇二を叩きのめして去っていった、閃真流神応派の使い手。その後も度々勇二の前に現れては、命を狙っているような素振りを見せつつ、謎めいた行動を残して去ってゆく。
勇一のライバルで、かつて世界大会の決勝で勇一に敗れたことがある。冷酷非情な性格で、格闘技の達人でありながら一般人に対しても容赦がない。
勇二とは対の破滅の刻印を持っている。
魔神 勇一（まがみ ゆういち）
声：田中秀幸
勇二の兄。閃真流人応派の達人で、3年前、2年前と世界格闘技選手権大会を連覇した、世界最強の格闘家。
一時期行方不明になっていたが、1年前のある日、何事もなかったかのように帰宅してきた。そして勇二が鴉丸に初めて敗れたその夜、突如家族をその手で皆殺しにし、勇二の前から姿を消した。
ルワイル
声：進藤尚美
李 飛孔
声：増谷康紀
バンドリー
声：郷里大輔
バリッシャー
声：高塚正也
カーツ
声：掛川裕彦
フォスカー
声：山崎たくみ
阿眞女
声：西川宏美
アンナ・カレリーナ
声：小松里賀
燐 藍花
声：大本眞基子
鏡守 蘇芳
声：岸野幸正
杜若 直樹
声：仲野裕
流 豪鉄
声：稲田徹
のぞみ
声：宇和川恵美
秋山 鞠絵（あきやま まりえ）
声：今井麻美
アリス
声：高橋美紀

## 反響
本作は、ASCIIが集計した「ソフマップ売り上げランキング(7月24日-7月30日調査)」にて1位にランクインした。
また、PS2版も同じくASCIIが集計した「メッセサンオー売り上げランキング(10月27日-11月2日調査)」にて1位にランクインした。
本作は、美少女ゲーム雑誌BugBugの「2001年読者が選ぶ美少女ゲーム年間ランキング」の総合部門の17位と、サウンド部門の20位にランクインした。
IGNの歐陽宇亮は、本作について泣きゲーの要素は少ないとしつつも、熱血漢の主人公に感情移入するあまり何度も泣いたと振り返っている。

## 関連商品

### カードゲーム
Lycee
シルバーブリッツのトレーディングカードゲーム、Lyceeに参戦している。収録エキスパンションは、Alicesoft3.0など。